# Veliko Mraševo
Veliko Mraševo este o localitate din comuna Krško, Slovenia, cu o populație de 242 de locuitori.